# 외젠 이오네스코

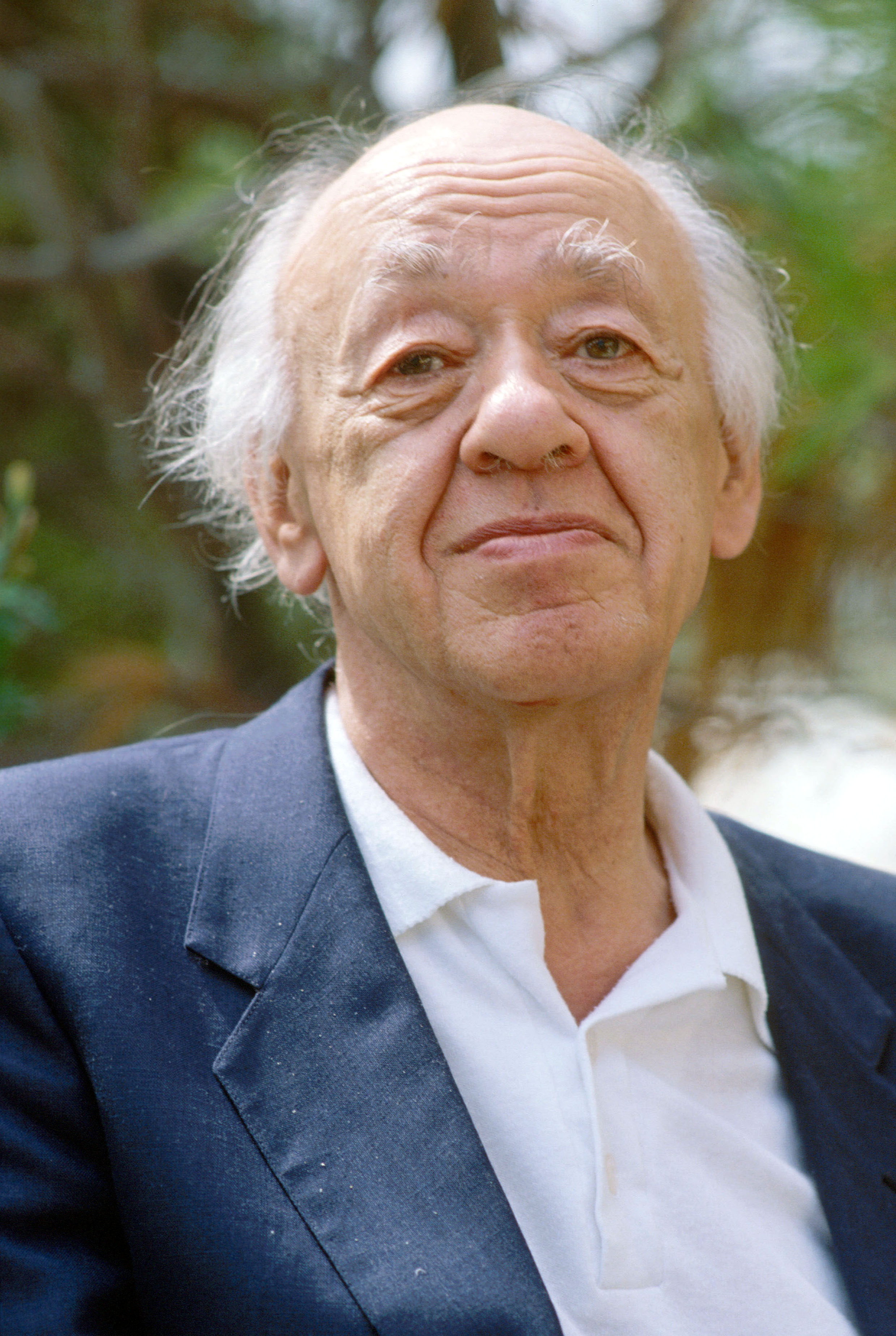
1993년 모습

외젠 이오네스코 (Eugène Ionesco, 1909년 11월 26일~1994년 3월 28일)는 실존주의파에 속하는 프랑스의 시인·소설가·극작가이다. 루마니아계 프랑스 사람으로 루마니아의 스라티나(ro)에서 태어났다. 루마니아식 이름은 에우젠 이오네스쿠(Eugen Ionescu)이다.
유년시대는 프랑스에서, 청년시대는 루마니아에서 보냈고 1938년 이후 파리에 정주하였다. 1950년 <대머리 가희>(부제 <반희곡>)가 상연된 이래 이른바 반연극파(反演劇派)의 선단에 섰다. 이후 <수업> <의자> 등의 뛰어난 단막물로 종래의 것과는 좀 다른 초현실주의적인 희곡을 차차 인식시키고, 그 후에는 <무소> <빈사(瀕死)의 왕> <갈증과 기아> 등의 장막물(長幕物)로 국립극장에 들어가게 되었다.
앙티테아트르 작가로서 베케트와 더불어 호칭되고 오늘날에 와서는 프랑스의 대표적 극작가로 확고한 명성을 지니고 있다. 그의 작품은 초기의 전위적 부조리극, 가령 <수업>(1951), 중기의 <무소(犀)>(1960) 등 사회풍자극과 <빈사(瀕死)의 왕>(1962) 등 내면적 작품의 3기로 나눌 수가 있다. 초기의 작품일수록 대담하며, 일상적인 회화(會話)를 해체하여 그 무의미성을 폭로하기도 하고, 의자를 무대 일면에 늘어놓음으로써 신이나 진실 또는 사상의 공허함을 표현하거나, 사람을 무소로 변신시킴으로써 현대 획일화(劃一化)의 공포를 우화화(寓話化)하기도 했는데, 항상 라틴적인 경쾌한 리듬을 잊지 않았다. 그는 연극의 줄거리·성격·언어를 해체하는 것으로 연극의 에센스를 뽑아내서 전 세대의 실험적 쉬르레알리즘 연극에 풍요한 넌센스 유머를 부여함으로써 대중화하는 일에 성공하였다. 아카데미 프랑세즈 회원이었으며 1977년 대한민국을 방문했다.